# 게이세이세키야역
게이세이세키야역(일본어: 京成関屋駅, けいせいせきやえき)은 일본 도쿄도 아다치구에 있는 게이세이 전철 게이세이 본선의 역이다. 역번호는 KS06이다. 여객용 안내에서는 "게이세이"를 생략하고 세키야역으로 안내한다.
도부 철도 도부 이세사키 선(도부 스카이 트리 라인) 우시다역과 가까운 곳의 위치에서 도로를 낀 사이로 맞은편을 통해 연결 운수가 열려 있는 환승역이다.

## 역사
- 1931년 12월 19일: 영업 개시.
- 2007년 2월: 승강장과 개찰구 층을 연결하는 엘리베이터 사용 개시.

## 역 구조
상대식 승강장 2면 2선의 고가역. 개찰구는 1개소이다. 배리어 프리 대응 설비로서 다기능 화장실이 1개 있고 개찰구 층으로 승강장 오름 방향을 연결하는 전용의 에스컬레이터가 각 1기, 엘리베이터도 각 1기 설치되어 있다.

### 승강장
| 1 | 게이세이 본선 | 상행 | 닛포리・게이세이우에노 방면                                                        |
| 2 | 게이세이 본선 | 하행 | 게이세이후나바시・게이세이치바・나리타 공항・게이세이카나마치・인바니혼이다이 방면 |

## 이용 현황
| 승차 인원 추이 | 승차 인원 추이     | 승차 인원 추이     |
| 연도           | 1일 평균 하차 인원 | 1일 평균 승차 인원 |
| -------------- | ------------------ | ------------------ |
| 1974년         |                    | 15,521             |
| 1975년         |                    | 15,526             |
| 1976년         |                    | 14,943             |
| 1977년         |                    | 14,846             |
| 1978년         |                    | 14,941             |
| 1979년         |                    | 14,552             |
| 1980년         |                    | 14,560             |
| 1981년         |                    | 14,665             |
| 1982년         |                    | 14,291             |
| 1983년         |                    | 14,423             |
| 1984년         |                    | 14,414             |
| 1985년         |                    | 13,996             |
| 1986년         |                    | 14,045             |
| 1987년         |                    | 14,357             |
| 1988년         |                    | 14,747             |
| 1989년         |                    | 14,702             |
| 1990년         |                    | 14,728             |
| 1991년         |                    | 15,130             |
| 1992년         |                    | 15,071             |
| 1993년         |                    | 14,778             |
| 1994년         |                    | 14,477             |
| 1995년         |                    | 14,311             |
| 1996년         |                    | 14,074             |
| 1997년         |                    | 13,751             |
| 1998년         |                    | 13,099             |
| 1999년         |                    | 12,809             |
| 2000년         |                    | 12,447             |
| 2001년         |                    | 12,181             |
| 2002년         | 23,977             | 11,937             |
| 2003년         | 23,720             | 11,754             |
| 2004년         | 23,289             | 11,627             |
| 2005년         | 23,333             | 11,636             |
| 2006년         | 23,134             | 11,521             |
| 2007년         | 23,577             | 11,743             |
| 2008년         | 23,948             | 11,937             |
| 2009년         | 24,309             | 12,112             |
| 2010년         | 24,301             | 12,115             |
| 2011년         | 24,107             | 12,005             |
| 2012년         | 25,054             | 12,463             |
| 2013년         | 25,155             | 12,535             |
| 2014년         | 24,708             | 12,322             |
| 2015년         | 24,942             |                    |

## 역 주변
- 도부 이세사키 선 우시다역
- 센주 발착장 (도쿄 미즈베 라인) - 도보 5분
- 아다치 우체국
- 아다치 야나기하라 우체국
- 어메이징 스퀘어
  - 인라인 스케이트장, 카트 대여장, 풋살장 등이 있는 스포츠 시설 또한 개장 당초에는 거대 미로가 있는 놀이 공원이었다.
- 해외 기술자 연수 협회(AOTS) 도쿄 연수 센터

## 사진

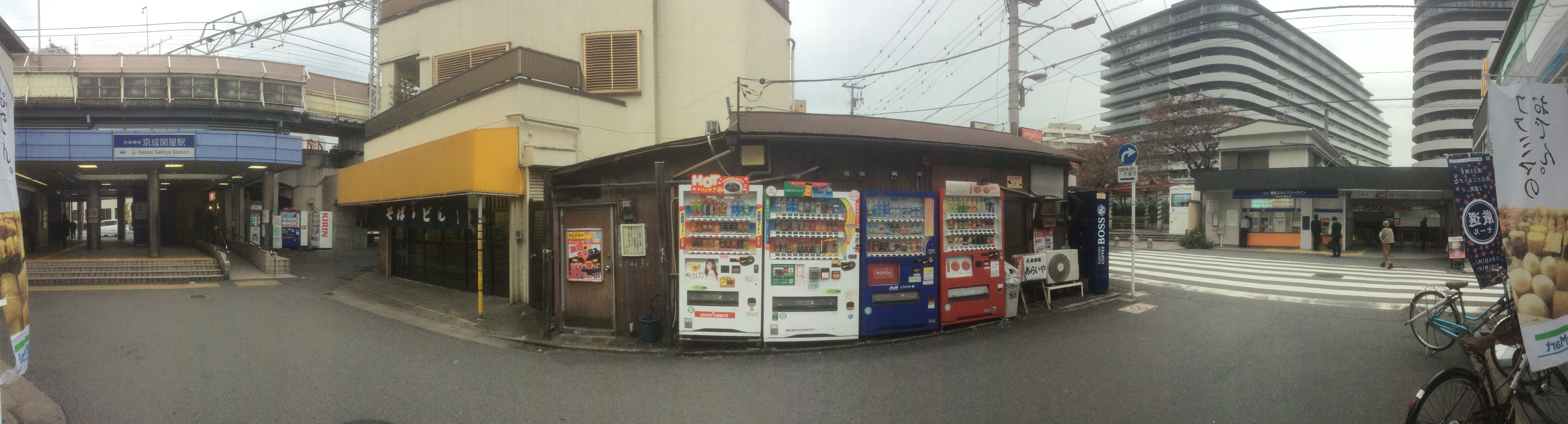
도부 이세사키 선 우시다 역 역사 (우측)
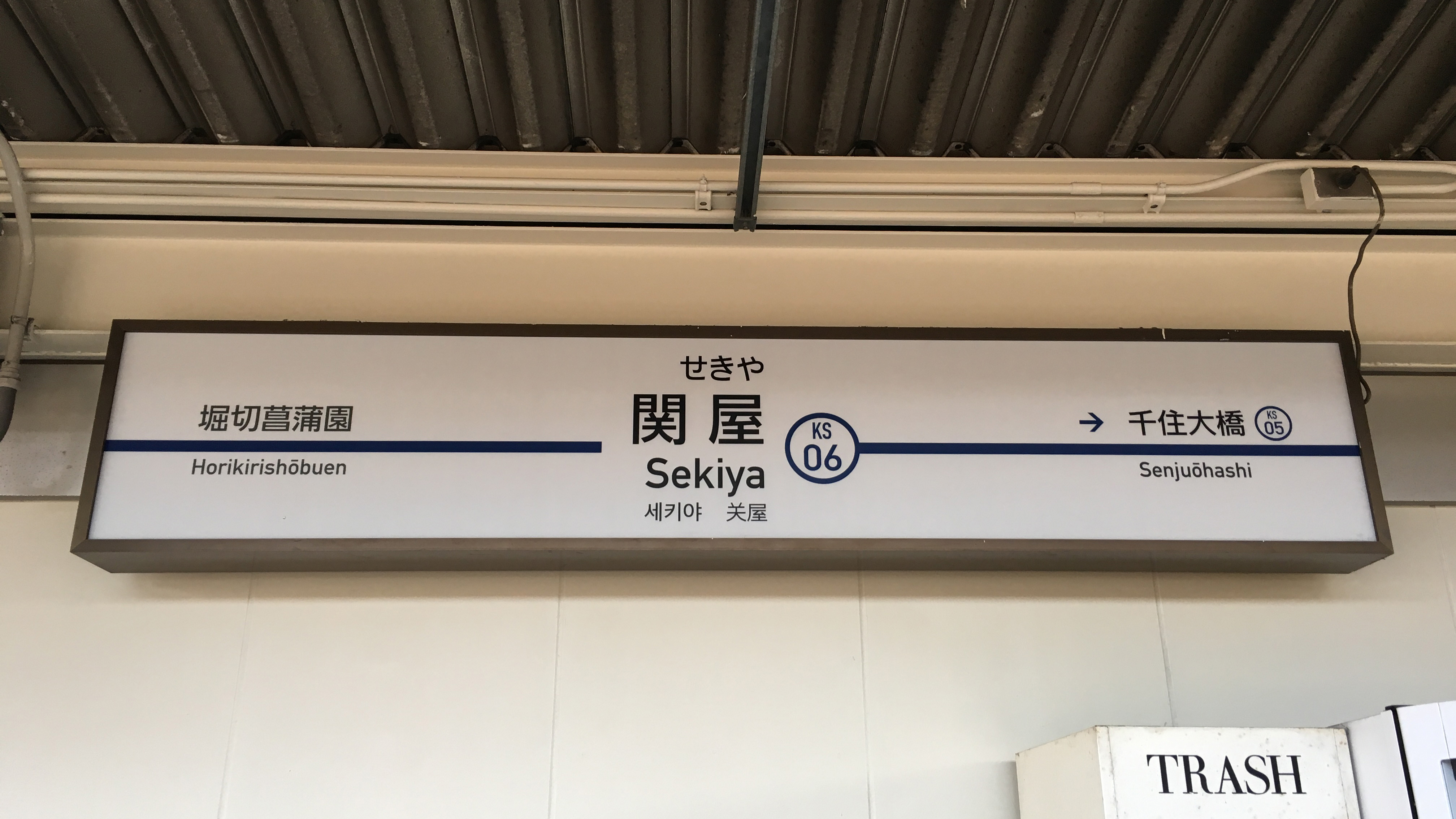
역명판

## 같이 보기
- 세키야역 (니가타현) - JR 동일본 에치고선의 역 (1913년 개업)
- 세키야역 (나라현) - 긴테쓰 오사카 선의 역 (1927년 개업)

## 인접역
| 게이세이 전철 본선                   | 게이세이 전철 본선 | 게이세이 전철 본선                    |
| ------------------------------------ | ------------------ | ------------------------------------- |
| KS 05 센주오하시 게이세이우에노 방면 | 게이세이 본선      | 호리키리쇼부엔 KS 07 나리타 공항 방면 |